# Xã Williams, Quận Dauphin, Pennsylvania
Xã Williams (tiếng Anh: Williams Township) là một xã thuộc quận Dauphin, tiểu bang Pennsylvania, Hoa Kỳ. Năm 2010, dân số của xã này là 1.112 người.